# زبيدي أمريكي
زبيدي أمريكي (الاسم العلمي:Peprilus paru) (بالإنجليزية: American harvestfish)‏ هو نوع من الأسماك يتبع جنس الزبيدي البيبريلي من فصيلة الأسماك الزبيدية.